# Брескул (озеро)
Бре́скул (Брецкул; укр. Брескул) — одно из выше расположенных озёр Украинских Карпат (1750 м над уровнем моря). Площадь поверхности — 0,001 км².
Лежит в пределах Черногорского заповедного массива (часть Карпатского биосферного заповедника), в Раховском районе Закарпатской области.
Расположено на юго-западных склонах горы Брескул (хребет Черногора) и южнее Говерлы.
Длина 37 м, ширина 12-15 м. Из-за интенсивного зарастания его размеры значительно уменьшились (раньше оно имело длину 52 м и ширину 20 м). Максимальная глубина — 1,2 м.
Озеро ледникового происхождения. Питается преимущественно атмосферными осадками, бессточное. Вода прозрачная, слабо минерализованная. Дно ровное, покрытое темно-серым илом. На берегах растет осока, кое-где пушица влагалищная. В озере встречаются микроскопические ракообразные.